# Bad Moon Rising (lied)
Bad Moon Rising is een in 1969 door John Fogerty geschreven nummer. Het was de eerste single van het album Green River. In april van dat jaar werd het nummer op single uitgebracht.

## Wetenswaardigheden
- Het nummer is te horen in meerdere films, waaronder An American Werewolf in London, My Fellow Americans, Twilight Zone: The Movie, Blade, Sweet Home Alabama, My Girl, Mr. Woodcock, The Big Chill en Kong: Skull Island.
- Een geremixte versie van het nummer is te horen in het computerspel Crackdown 2.
- Het volledige nummer is te horen in het computerspel Mafia 3.
- Bad Moon Rising is door minstens 20 artiesten gecoverd, waaronder Jerry Lee Lewis (1973), Emmylou Harris (1981), the Reels (1986) en The Blue Aeroplanes (1995).
- De zin "there's a bad moon on the rise" in het refrein wordt vaak verkeerd verstaan als "there's a bathroom on the right". Fogerty zag er de humor van in en heeft deze alternatieve tekst bij live optredens expres gezongen. Dit kan worden gehoord op zijn livealbum Premonition (1998).
- "bathroom on the right" is wat in de taalwetenschap een mondegreen.
- Een variant van het nummer wordt ook gebruikt als spreekkoor, door fans van o.a. Liverpool[1], PSV[2] en Feyenoord[3].

### Evergreen Top 1000
| Evergreen Top 1000 "Bad Moon Rising" | Evergreen Top 1000 "Bad Moon Rising" | Evergreen Top 1000 "Bad Moon Rising" | Evergreen Top 1000 "Bad Moon Rising" | Evergreen Top 1000 "Bad Moon Rising" | Evergreen Top 1000 "Bad Moon Rising" | Evergreen Top 1000 "Bad Moon Rising" | Evergreen Top 1000 "Bad Moon Rising" | Evergreen Top 1000 "Bad Moon Rising" | Evergreen Top 1000 "Bad Moon Rising" | Evergreen Top 1000 "Bad Moon Rising" | Evergreen Top 1000 "Bad Moon Rising" | Evergreen Top 1000 "Bad Moon Rising" | Evergreen Top 1000 "Bad Moon Rising" | Evergreen Top 1000 "Bad Moon Rising" | Evergreen Top 1000 "Bad Moon Rising" | Evergreen Top 1000 "Bad Moon Rising" |
| Jaar                                 | 2008                                 | 2009                                 | 2010                                 | 2011                                 | 2012                                 | 2013                                 | 2014                                 | 2015                                 | 2016                                 | 2017                                 | 2018                                 | 2019                                 | 2020                                 | 2021                                 | 2022                                 | 2023                                 |
| ------------------------------------ | ------------------------------------ | ------------------------------------ | ------------------------------------ | ------------------------------------ | ------------------------------------ | ------------------------------------ | ------------------------------------ | ------------------------------------ | ------------------------------------ | ------------------------------------ | ------------------------------------ | ------------------------------------ | ------------------------------------ | ------------------------------------ | ------------------------------------ | ------------------------------------ |
| Positie                              | -                                    | -                                    | -                                    | -                                    | -                                    | -                                    | -                                    | 109                                  | 144                                  | 137                                  | 150                                  | 140                                  | 96                                   | 130                                  | 110                                  | 118                                  |

### NPO Radio 2 Top 2000
| Nummer met noteringen in de NPO Radio 2 Top 2000 | '99 | '00 | '01 | '02 | '03 | '04 | '05 | '06 | '07 | '08 | '09 | '10 | '11 | '12 | '13 | '14 | '15 | '16 | '17 | '18 | '19 | '20 | '21 | '22 | '23 | '24 |
| ------------------------------------------------ | --- | --- | --- | --- | --- | --- | --- | --- | --- | --- | --- | --- | --- | --- | --- | --- | --- | --- | --- | --- | --- | --- | --- | --- | --- | --- |
| Bad Moon Rising                                  | 303 | 208 | 250 | 201 | 302 | 255 | 263 | 216 | 227 | 226 | 266 | 218 | 287 | 229 | 325 | 369 | 342 | 284 | 285 | 244 | 226 | 240 | 259 | 272 | 305 | 201 |

1. ↑  Een vetgedrukt getal geeft de hoogste notering aan.